# Evan O'Neill Kane
Evan O'Neill Kane (Darby, 6 de abril de 1861 - Kane, 1º de abril de 1932) foi um cirurgião norte-americano que atuou em sua profissão na Pensilvânia, Estados Unidos, no final do século XIX e início do século XX. Membro de uma importante família naquele estado, vários de seus parentes também eram cirurgiões ou médicos, e a casa da família, Anoatok, atualmente é um listed building.
Ele tornou-se bastante conhecido pela notável proeza de retirar o seu próprio apêndice sob anestesia local, em 1921, quando tinha 60 anos de idade. Dez anos mais tarde, ele operou-se novamente para reparar uma hérnia. De muitas maneiras, Kane foi idiossincrático em suas práticas, por exemplo, ele costumava tatuar recém-nascidos e mães para evitar a troca de bebês. Kane voltou a ter destaque na imprensa da época quando forneceu dados técnicos no julgamento de seu filho (acusado de homicídio), ajudando-o a ser absolvido.